# Öresjö (Idala socken, Halland)
Öresjö är en sjö i Kungsbacka kommun i Halland och ingår i Viskans huvudavrinningsområde.